# Степанов Павло Іванович
Павло́ Іва́нович Степа́нов (нар. 1880, Тара, нині Омської області — 1947, Москва) — російський геолог, дійсний член AH СРСР (з 1939).

## З життєпису
Закінчив Гірничий інститут в Петербурзі (1907) і під керівництвом професора Л. І. Лутугіна працював в Геологічному комітеті. У 1919-26 читав курс вугільних і нерудних родовищ в Ленінградському гірничому інституті.
Степанов — один із засновників Геологічного музею ім. академіка Ф. Н. Чернишова та його директор (1926—1947). З 1939 керівник вугільної групи в інституті геологічних наук АН СРСР.
Праці Степанова присвячені серед іншого геології вугільних родовищ Донбасу та проблемам Великого Донбасу.